# 山田馬介
山田 馬介（やまだ ばすけ、明治4年（1871年）- 没年不明）は、明治時代から昭和時代にかけての洋画家、版画家。

## 来歴
1871年、東京に生まれる。または山田馬助とも表記される。フカワ・ジーン・バスケとも称す。明治20年（1887年）、16歳の時、アメリカへ渡り、ニューヨークの美術学校で絵画を学んで帰国後、明治28年（1895年）には、バスケ・スケッチング・クラスという画塾を開設、横浜生まれの日本画家であった今村紫紅に水彩画を教えており、紫紅に龍介という号を与えている。馬介は、主にイギリスの画家ジョゼフ・マロード・ウィリアム・ターナーの描くような風景画を描いていた。明治30年（1897年）から明治32年（1899年）にはフィラデルフィア工芸技術学校で学ぶなど数回に亘って日本とアメリカの間を往復している。明治35年（1902年）、アメリカから帰国した馬介は、横浜スケッチ倶楽部という画塾を開き、水彩画展を開催している。その後、明治43年（1910年）から始めた横浜の画廊では自分の作品とともに浮世絵版画も販売している。その後、昭和初期になると、大正13年（1924年）創業の孚水画房という版元から新版画の作品も発表した。馬介は夢幻的な日本の風景画を残しており、「羽田大師の渡」には「Yamada Baske」と款している。昭和3年（1928年）にニューヨークにおいて個展が開催された時には、当地の新聞は、黄昏時や霧、影などの儚げな印象を特徴とした馬介の風景画を高評価していた。代表作に明治23年（1890年）代の作品といわれる水彩画「縁日」が挙げられる。昭和13年（1938年）以降に没したとされる。

## 作品
- 「羽田大師の渡」　木版画　昭和初期　アーサー・M・サックラー・ギャラリー所蔵
- 「月夜の品川」　木版画　昭和初期
- 「縁日」　水彩画　明治23年頃　府中市美術館所蔵
- 「農夫」　水彩画　明治末期
- 「霧の富士」 水彩画 昭和（1930年ころ）
- 「陽だまり」水彩画　明治末期　国立京都近代美術館所蔵

## 参考図書
- 楢崎宗重編  『秘蔵浮世絵大観　ムラー・コレクション』 講談社、1990年
- 岩瀬行雄・油井一人編  『20世紀物故洋画家事典』 美術年鑑社、1997年
- 富安良和編  『マイウェイ　第71号』 財団法人はまぎん産業文化振興財団、2009年